# Howie Day
Howard Kern Day, più noto come Howie Day (Brewer, 15 gennaio 1981), è un cantautore statunitense.

## Discografia

### Album in studio
| Australia                                          | - Data: 1º novembre 2000 - Etichetta: Daze Records - Formati: CD, MC                | —  | —  | 18 | —   |            |
| Stop All the World Now                             | - Data: 7 ottobre 2003 - Etichetta: Epic Records - Formati: CD, MC                  | 46 | —  | —  | 172 | - USA: Oro |
| Sound the Alarm                                    | - Data: 8 settembre 2009 - Etichetta: Epic Records - Formati: CD, download digitale | 82 | 31 | —  | —   |            |
| "—" indica che l'album non è entrato in classifica |                                                                                     |    |    |    |     |            |

### Singoli
| 2002                                                  | Ghost               | —  | —  | —  | —  |            | Australia              |
| 2002                                                  | Sorry So Sorry      | —  | —  | —  | —  |            | Australia              |
| 2003                                                  | You & a Promise     | —  | —  | —  | —  |            | Stop All the World Now |
| 2003                                                  | Perfect Time of Day | —  | —  | 21 | —  |            | Stop All the World Now |
| 2004                                                  | Collide             | 20 | 14 | 7  | 14 | - USA: Oro | Stop All the World Now |
| 2005                                                  | She Says            | —  | 31 | 6  | 39 |            | Stop All the World Now |
| 2009                                                  | Be There            | —  | —  | 23 | —  |            | Sound the Alarm        |
| "—" indica che il singolo non è entrato in classifica |                     |    |    |    |    |            |                        |